# Кирдасовский сельсовет
Кирдасовский сельсовет — муниципальное образование в Абзелиловском районе Республики Башкортостан Российской Федерации. Согласно Закону о границах, статусе и административных центрах муниципальных образований в Республике Башкортостан имеет статус сельского поселения.

## Население
| 1968 | 2002 | 2009 | 2010 | 2012 | 2013 | 2014 |
| ---- | ---- | ---- | ---- | ---- | ---- | ---- |
| 813  | ↘805 | ↗910 | ↘801 | ↘768 | ↘742 | ↘718 |
| 2015 | 2016 | 2017 |      |      |      |      |
| ↘703 | ↘699 | →699 |      |      |      |      |

## Состав сельского поселения
| № | Населённый пункт | Тип населённого пункта       | Население |
| - | ---------------- | ---------------------------- | --------- |
| 1 | Кирдасово        | село, административный центр | ↘656      |
| 2 | Ахметово         | деревня                      | ↘145      |